# U-576
Unterseeboot 576 foi um submarino alemão do Tipo VIIC, pertencente a Kriegsmarine que atuou durante a Segunda Guerra Mundial.

## Comandantes
| Comandante                  | Data                                      |
| --------------------------- | ----------------------------------------- |
| Kptlt. Hans-Dieter Heinicke | 26 de junho de 1941 - 15 de julho de 1942 |

## Subordinação
Durante o seu tempo de serviço, esteve subordinado às seguintes flotilhas:
| Período                                     | Flotilha                                  |
| ------------------------------------------- | ----------------------------------------- |
| 26 de junho de 1941 - 1 de setembro de 1941 | 7. Unterseebootsflottille (treinamento)   |
| 1 de setembro de 1941 - 15 de julho de 1942 | 7. Unterseebootsflottille (serviço ativo) |